# 菲茨罗伊河 (西澳大利亚州)
菲茨羅伊河（Fitzroy River）是澳洲西北部金伯利地區的一條河流，發源於伍納敏米利伍恩迪山脈，注入金灣，總長733公里。歐洲人首次造訪是在1837年的小獵犬號，該河流被以羅伯特·菲茨羅伊命名。

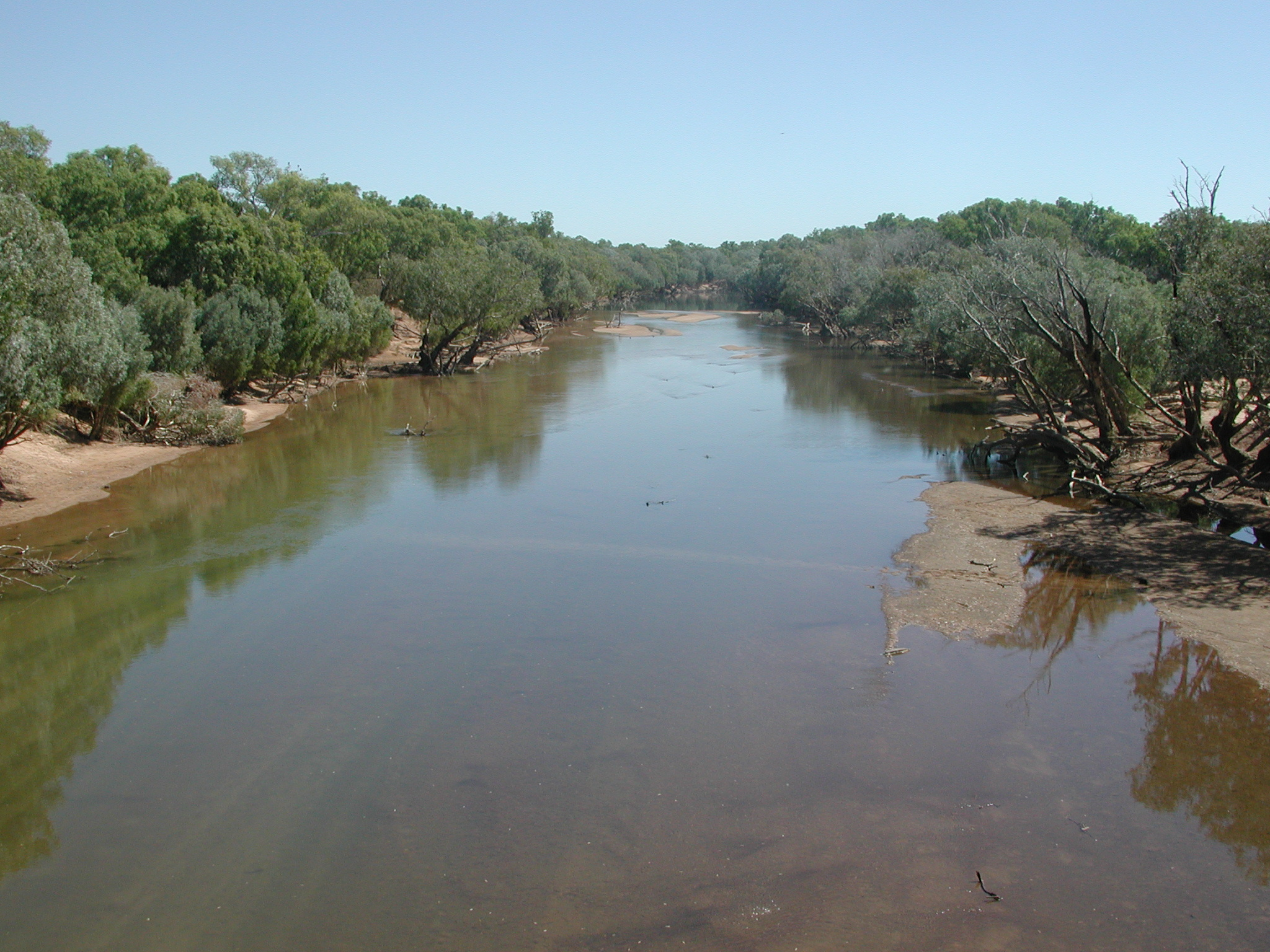
菲茨羅伊河